# Dithalama persalsa
Dithalama persalsa är en fjärilsart som beskrevs av W. Warren 1902. Dithalama persalsa ingår i släktet Dithalama och familjen mätare. Inga underarter finns listade i Catalogue of Life.